# نیل (کانزاس)
نیل (به انگلیسی: Neal) یک منطقهٔ مسکونی در ایالات متحده آمریکا است که در شهرستان گرینوود، کانزاس واقع شده‌است.